# Naturschutzgebiet Olpebachtal
Das Naturschutzgebiet Olpebachtal ist ein Naturschutzgebiet in der Gemeinde Kürten im Rheinisch-Bergischen Kreis. Es beginnt in der Umgebung von Hembach und erstreckt sich von hier über Delling bis südlich von Eichen. Dort ist es unterbrochen. Danach folgt ein zweiter Teil zwischen den Ortsteilen Kaas und Sülze entlang der Straße Kohlgrube und Selbach bis zur Kläranlage Kürten.

## Beschreibung
Das NSG umfasst den unteren Talabschnitt des Olpebachs bis kurz vor der Einmündung in die Kürtener Sülz. Hier grenzt es an das etwa 1 ha große Naturschutzgebiet Olpebachtal (GM-042) in der Gemeinde Lindlar. Das Gebiet ist als naturnahes Fließgewässer mit einer breiten Aue repräsentativ für die Bergischen Hochflächen.

## Vegetation und Schutz
Das Bachtal besteht aus Feuchtgrünland in Form von flächigen, gewässerbegleitenden Hochstaudenfluren mit Pestwurzen sowie Mädesüß-reichen Feuchtbrachen, die durch Drüsiges Springkraut als invasiven Neophyten beeinträchtigt sind. Besonders hervorzuheben sind die ausgedehnten, gewässerbegleitenden Hochstaudenfluren im Süden. Die Schutzausweisung erfolgt zur Erhaltung und Entwicklung eines naturnahen weitläufigen Bachtals und seiner Seitensiefen.
Im Einzelnen wurden folgende Schutzzwecke festgesetzt:
- Erhaltung und Entwicklung des weitläufigen, landschaftlich vielgestaltigen Bachtalsystems mit seiner hervorragenden Schönheit und Eigenart und besonderen Eignung für die Erholung in der Natur,
- Erhaltung und Sicherung der geschützten Biotope: Bruch-, Sumpf- und Auwälder, seggen- und binsenreiche Nasswiesen, Quellbereiche sowie natürliche und naturnahe Bereiche fließender und stehender Binnengewässer,
- Erhaltung und Entwicklung von artenreichen Grünlandflächen sowie Feucht- und Nassgrünland in der Talsohle als Lebensraum für angepasste Tier- und Pflanzenarten,
- Sicherung der Funktion als Biotopverbundfläche von regionaler herausragender Bedeutung.[4]